# Little Pic River
Little Pic River är ett vattendrag i Kanada.   Det ligger i provinsen Ontario, i den sydöstra delen av landet, 900 km väster om huvudstaden Ottawa.
I omgivningarna runt Little Pic River växer i huvudsak blandskog. Trakten runt Little Pic River är nära nog obefolkad, med mindre än två invånare per kvadratkilometer.